# Falcuna lacteata
Falcuna lacteata är en fjärilsart som beskrevs av Henry Stempffer och Bennett 1963. Falcuna lacteata ingår i släktet Falcuna och familjen juvelvingar. Inga underarter finns listade i Catalogue of Life.